# Hoplitis indostana
Hoplitis indostana is een vliesvleugelig insect uit de familie Megachilidae. De wetenschappelijke naam van de soort is voor het eerst geldig gepubliceerd in 1904 door Cameron.